# Mastomys pernanus
Mastomys pernanus é uma espécie de roedor da família Muridae.
Pode ser encontrada nos seguintes países: Quénia, Ruanda e Tanzânia.
Os seus habitats naturais são: savanas húmidas.